# Alvin Hansen
Pour les articles homonymes, voir Hansen.
Alvin Harvey Hansen, né le 23 août 1887 à Viborg, dans le Territoire du Dakota (actuellement dans l'État du Dakota du Sud) aux États-Unis, et mort le 6 juin 1975 à Alexandria, en Virginie, est un économiste américain. Professeur d'économie à Harvard, il contribue à importer et à vulgariser les idées keynésiennes aux États-Unis (il fut pour cela surnommé le « Keynes américain »). Bon pédagogue et écrivain prolifique il devient rapidement « conseiller du prince »  et l'un des instigateurs de la création du Council of Economic Advisors.

## Biographie

### Carrière professionnelle
Diplômé de Yankton College au Dakota du Sud en 1910, il fut éducateur pendant plusieurs années avant de retourner à l'université pour étudier l'économie. Il obtint son doctorat en 1918 à l'université du Wisconsin à Madison. Il enseigna ensuite à l'université Brown jusqu'à sa nomination à l'université du Minnesota. Son travail à cette période s'inscrit dans la tradition de l'école néo-classique. 
En 1937, il est nommé professeur d'économie politique à l'université Harvard. Il fut alors le premier professeur de l'ancienne génération à être attiré par la théorie keynésienne. Son séminaire sur la politique budgétaire fut suivi par des étudiants tels que Paul Samuelson et James Tobin, qui plus tard populariseront et développeront la théorie keynésienne.
Le livre d'Hansen paru en 1941 Fiscal Policy and Business Cycles fut la première œuvre importante aux États-Unis à accepter l'analyse de Keynes sur les causes de la Grande Dépression et à s'en servir pour plaider pour le soutien à l'activité par des dépenses budgétaires.
Hansen fut également vice-président de l’American Statistical Association et le président de l’American Economic Association.

### Conseil économique
Durant les présidences de Roosevelt et Truman Hansen  eut un rôle important dans la conception des politiques économiques à la fois comme membre de nombreuses commissions gouvernementales et comme consultant à la Federal Reserve, au ministère des finances (United States Department of the Treasury) ainsi qu'au National Resources Planning Board. En 1935, il participa à la création du système social américain et en 1946, il fut un des rédacteurs du Full Employment Act qui entre autres chose créa  le Council of Economic Advisors. Entre 1939 et 1945 il a été avec Jacob Viner corapporteur du groupe économique et financier du projet War and Peace Studies du Council on Foreign Relations.

## Pensée
La contribution d'Hansen la plus connue à la théorie économique est l'apport à l'élaboration du modèle IS/LM aussi connu sous le nom de synthèse Hicks-Hansen. Le schéma représente l'égalité épargne investissement (IS) et l'offre de monnaie (LM) et se trouve utilisé pour illustrer la façon dont les politiques monétaires et budgétaires peuvent influer sur le PIB.
Le livre d'Hansen de 1938 Full Recovery or Stagnation  est basé sur une partie de la Théorie générale de  John Maynard Keynes. Il défend l'idée d'une stagnation de l'emploi sans intervention du gouvernement pour stimuler la demande. Hansen témoigne à plusieurs reprises devant le congrès pour s'opposer à l'utilisation du chômage comme principal moyen de lutter contre l'inflation. Il pense plutôt que l'inflation peut être contrôlée par des variations des taux d'imposition, par l'offre de monnaie ainsi que par des contrôles des prix et des salaires.
La pensée économique d'Hansen est enfin guidée par une ambition pédagogique affirmée. Il publie à ce titre en 1953 un Guide to Keynes, où il écrit : « J'ai l'expérience que beaucoup d'étudiants trouvent que la théorie générale ...est trop difficile. le but de cet ouvrage est de servir de guide ou de tuteur[...] pour lire et relire en même temps les sections concernées dans la Théorie Générale ».

## Œuvre
Articles
- "Shifting the War Burden" with L.H. Haney, 1921, AER
- "Cycles of Strikes", 1921, AER
- Business Cycle Theory, 1927.
- "A Fundamental Error in Keynes's Treatise", 1932, AER
- "Mr. Keynes on Underemployment Equilibrium", 1936, JPE
- "Economic Progress and Declining Population Growth", 1939, AER
- Fiscal Policy and Business Cycles, 1941.
- "Some Notes on Terborgh's "The Bogey of Economic Maturity"", 1946, REStat
- "Dr. Burns on Keynesian Economics", 1947, RES
- "The General Theory", 1947, in Harris, editor, New Economics
- "Keynes on Economic Policy", 1947, in Harris, editor, New Economics
- "The Pigouvian Effect", 1951, JPE.

Livres majeurs
- Economic Stabilisation in an Unbalanced World, 1932.
- Full Recovery or Stagnation?, 1938.
- America's Role in the World Economy, 1945.
- Economic Policy and Full Employment, 1946.
- Monetary Theory and Fiscal Policy, 1949.
- A Guide to Keynes, 1953.
- The Dollar and the International Monetary System, 1965.